# アベツカサ
アベ ツカサ（1995年 - ）は、日本の漫画家。茨城県出身。

## 略歴
2017年、『週刊少年サンデーS増刊』（小学館）に掲載された『カノン』でデビュー。
2018年、『MEET UP』が第82回小学館新人コミック大賞で佳作を受賞。作画はデジタルで作業をしている。
2020年、『週刊少年サンデー』にて『葬送のフリーレン』を連載開始。2021年、『葬送のフリーレン』で第14回マンガ大賞を受賞。同年、第25回手塚治虫文化賞新生賞受賞。2023年、楽天Kobo電子書籍Award2023コミック部門「世界に届けたい！一押しコミック」1位に選出された。2024年、第69回小学館漫画賞と第48回講談社漫画賞少年部門を受賞。

## 作品リスト

### 連載
- 葬送のフリーレン（原作：山田鐘人、『週刊少年サンデー』2020年22･23合併号[12] - 連載中） - 初連載[9]。

### 読み切り
- 図書館の水と油 - 新世代サンデー賞・2015年度11月期・努力賞[13]
- カノン（『週刊少年サンデーS』2017年6月号掲載） - 阿部司佐 名義、デビュー作[1]
- MEET UP - 第82回（2018年6月）小学館新人コミック大賞・少年部門・佳作[8]
- 殺人鬼vs.殺人鬼（『週刊少年サンデーS』2020年3月号・別冊ふろく「サンデーmini」掲載）

### 書籍
- 『葬送のフリーレン』、原作：山田鐘人、小学館〈少年サンデーコミックス〉2020年 - 、既刊14巻（2025年3月18日現在）